# زلزال كانتربري 2011
زلزال كانتربري 2011 كان زلزال بشدة 6.3 ضرب منطقة كانتربري في نيوزيلندا في الساعة 12:51 من بعد ظهيرة يوم 22 فبراير 2011 بالتوقيت المحلي. تسبب الزلزال في أضرار واسعة النطاق ووفيات متعددة في مدينة كرايستشيرش التي تعتبر ثاني أكبر مدينة في نيوزيلاندا.

## وصلات خارجية
- لقطات من الزلزال
- صور الزلزال